# تنوب كبير القنابات
التنوب كبير القنَّابات (الاسم العلمي:Abies bracteata) هو نوع من النباتات يتبع جنس التنوب من الفصيلة الصنوبرية.